# ميغيل بريتو
ميغيل بريتو (بالإسبانية: Miguel Brito)‏ لاعب كرة قدم بوليفي راحل كان يجيد اللعب في مركز حارس مرمى .
لعب طوال مسيرته الرياضية في نادي أورورو رويال . شارك مع منتخب بوليفيا في بطولة كأس العالم 1930 في الأوروغواي .

## روابط خارجية
- ميغيل بريتو على موقع الاتحاد الدولي (مؤرشف)  (الإنجليزية)
- ميغيل بريتو على موقع Soccerway.com (الإنجليزية)